# Elymiotis cretosa
Elymiotis cretosa är en fjärilsart som beskrevs av Paul Dognin 1908. Elymiotis cretosa ingår i släktet Elymiotis och familjen tandspinnare. Inga underarter finns listade i Catalogue of Life.